# جيرالد بينيت
جيرالد بينيت (بالإنجليزية: Gerald Bennett)‏ هو سياسي أمريكي، ولد في 10 مايو 1943 في كاليسبيل في الولايات المتحدة. حزبياً، نشط في الحزب الجمهوري. وقد انتخب عضو مجلس نواب مونتانا.